# Reductoniscus costulatus
Reductoniscus costulatus là một loài chân đều trong họ Armadillidae. Loài này được Kesselyak miêu tả khoa học năm 1930.